# Camon (Somme)
Camon è un comune francese di 4 726 abitanti situato nel dipartimento della Somme nella regione dell'Alta Francia.
Nel territorio del comune il fiume Avre confluisce nella Somme.

## Società

### Evoluzione demografica
Abitanti censiti